# Елена Метева
Елена Томева Петкова, по мъж Метева, е българска индустриалка.

## Биография
Родена е през 1891 г. в Севлиево, семейството на търговеца Тома Петков и съпругата му Тотка. Учи В родния си град и завършва Стопанското училище. В съдружие с брат си Ненчо Томев разкрива плетачна работилница, в която с 60 ръчни плетачни машини произвеждат продукция за българската армия. По време на Първата световна война сама организира производството в работилницата. През 1918 г. се омъжва за Христо Метев. Тя е акционер и член на Управителния съвет на АД „Христо Метев“ в периода 1942 – 1946 г.
През 1958 г. емигрира при сина си Лальо в Канада, установява се в Брандон, където умира през 1976 г.